# جایزه بزرگ مالزی ۲۰۰۸
جایزه بزرگ مالزی ۲۰۰۸ (با نام رسمی جایزه بزرگ فرمول ۱ مالزی پتروناس ۲۰۰۸ (به انگلیسی: 2008 Formula 1 Petronas Malaysian Grand Prix)) یک مسابقهٔ موتوری فرمول یک بود که در ۲۳ مارس ۲۰۰۸ در پیست بین‌المللی سپانگ واقع در سپانگ، مالزی برگزار شد. این مسابقه، دومین مسابقه در ۲۰۰۸ بود. در این مسابقه، که در ۵۶ دور برگزار شد، کیمی رایکونن با تیم فراری، پس از شروع رقابت از جایگاه دوم، به پیروزی دست یافت. رابرت کوبیکا با خودروی ب‌ام‌و سائوبر و هیکی کوالاینن با مک لارن به‌ترتیب در مقام‌های دوم و سوم قرار گرفتند.

## جدول رده‌بندی قهرمانی پس از مسابقه
|       | ج. | راننده        | امتیاز |
| ----- | -- | ------------- | ------ |
|       | ۱  | لوییس همیلتون | ۱۴     |
| ۶     | ۲  | کیمی رایکونن  | ۱۱     |
| ۱     | ۳  | نیک هایدفلد   | ۱۱     |
| ۱     | ۴  | هیکی کوالاینن | ۱۰     |
| ۴     | ۵  | رابرت کوبیکا  | ۸      |
| منبع: |    |               |        |

|       | ج. | سازنده         | امتیاز |
| ----- | -- | -------------- | ------ |
|       | ۱  | مک‌لارن-مرسدس   | ۲۴     |
| ۱     | ۲  | ب‌ام‌و سائوبر    | ۱۹     |
| ۳     | ۳  | فراری          | ۱۱     |
| ۲     | ۴  | ویلیامز-تویوتا | ۹      |
| ۱     | ۵  | رنو            | ۶      |
| منبع: |    |                |        |

- نکته: تنها پنج جایگاه نخست از هر رده‌بندی نمایش داده شده‌است.